# Boletin
Boletin (albanisch auch Boletini, serbisch Бољетин Boljetin, türkisch Bolatin) ist ein Dorf in der Gemeinde Zvečan im Kosovo, rund fünf Kilometer nordöstlich von Mitrovica.

## Bevölkerung und Politik

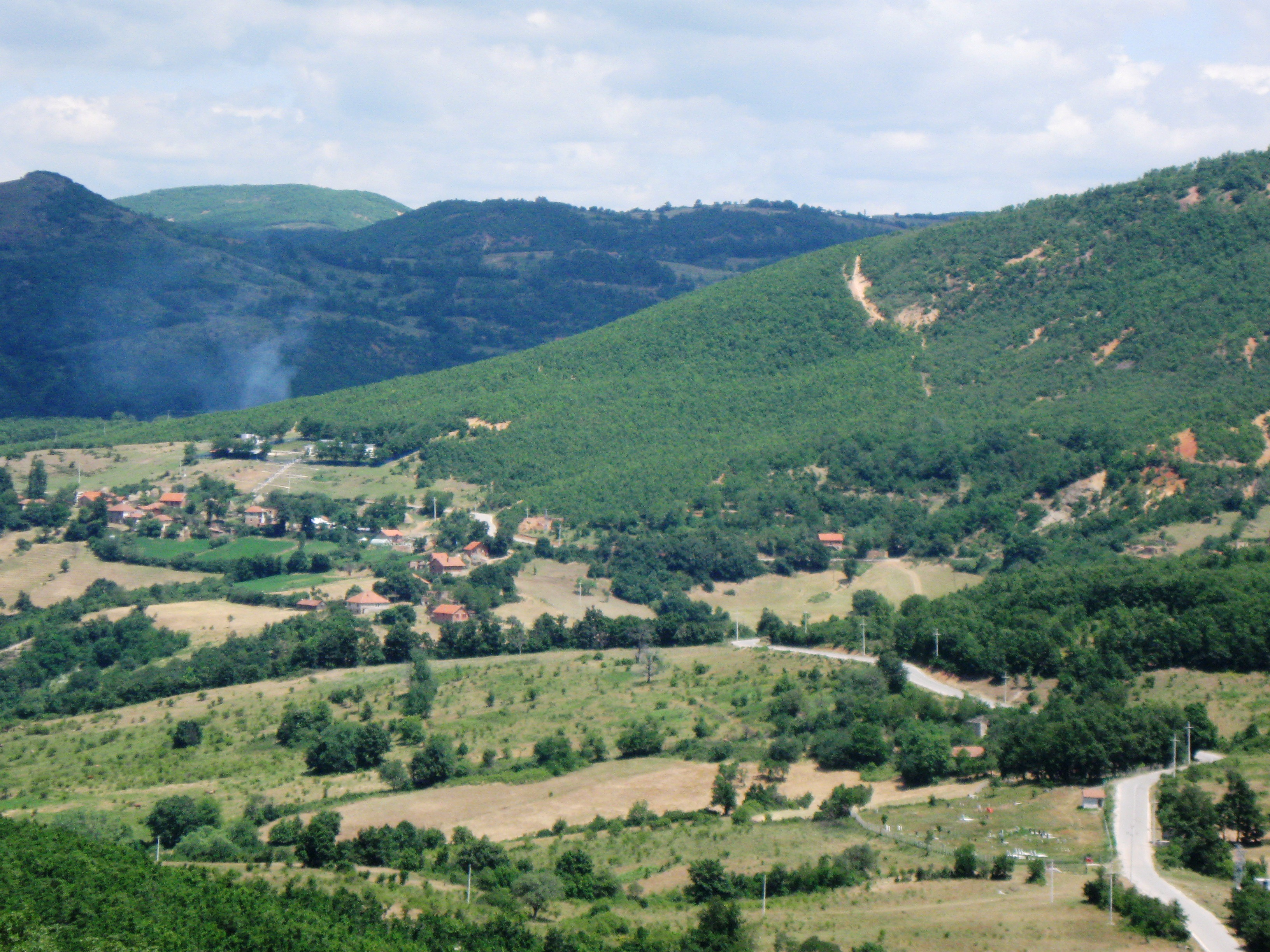
Blick auf Boletin (2011)

Das kleine Dorf Boletin hatte bei der Volkszählung von 2011 43 Einwohner.
Boletin ist wie Lipa und Zhazha ein ausschließlich von Kosovo-Albanern bewohntes Dorf innerhalb der Gemeinde Zvečan, in der hauptsächlich Serben leben. Insgesamt handelt sich dabei um rund 380 Albaner, die etwa 5 % der Bevölkerung der Gemeinde ausmachen (Stand 2011).
Bis 2002 boykottierten die Einwohner von Boletin, Lipa und Zhazha die Gemeindeverwaltung von Zvečan. Im Dezember 2002 wählten sie jedoch auf einer öffentlichen Versammlung Repräsentanten aus ihren Reihen, die unter der Leitung des UNO-Gemeindeverwalters an einem Schlichtungs- und Gemeindeausschuss teilnahmen. Der Gemeindeausschuss tagte seitdem regelmäßig, außer im Jahr 2004, als es zu den pogromartigen März-Ausschreitungen gegen die serbische bzw. nicht-albanische Bevölkerung von Seiten extremistischer Albaner im Kosovo kam.

## Geschichte
Im 12. Jahrhundert gehörte die Region um Boletin zum serbischen Herrschaftsgebiet. Nachdem Stefan Dragutin von der serbischen Reichsversammlung als König abgesetzt wurde, wurde dessen Bruder Milutin 1282 als Nachfolger inthronisiert, zu dessen Reich die gesamte Region um Boletin bis zu seinem Tod 1321 gehörte. Der Leichnam des serbischen Königs wurde im Kloster Banjska beigesetzt, das sich in unmittelbarer Nähe befindet. Die Nachfolge trat sein Sohn Uroš III. Dečanski an, der als Kind eine Zeit lang unter der Obhut von Kara Nogai Khan stand, dem mongolischen Führer der Goldenen Horde, und fortan in der Region regierte. Als die Osmanen im 14. Jahrhundert in Serbien einfielen, wurde das Kloster Banjska größtenteils zerstört und an der Stelle ein Militärlager sowie eine kleine Moschee errichtet. Das Kloster konnte erst im 21. Jahrhundert teilweise wiederhergestellt werden.
Vor der Zerstörung konnte der Leichnam von Uroš II. Milutin gerettet und umgebettet werden, erst nach Trepča, welches sich im heutigen Mitrovica befindet, dann 1460 nach Bulgarien, wo er bis 2007 aufbewahrt wurde, bis es als ein Zeichen der Solidarität an Serbien wieder übergeben wurde. Heute ruht er wieder im Kloster Banjska. Nach dem Tod des serbischen Königs Uroš III. Dečanski, regierten unter anderem die serbischen Adelsfamilien Musić und Vojinović in der Region, die bis Mitte des 15. Jahrhunderts zum Serbischen Reich gehören sollte. Als 1439 die Osmanen eine neue Offensive gegen Serbien starteten, konnte trotz des erbitterten serbischen Widerstandes die Eroberung der Region gegen eine zahlenmäßig überlegenen Gegner nicht verhindert werden. Die Region um Boletin gehörte ab Mitte des 15. Jahrhunderts endgültig zum Osmanischen Reich, bis zur Befreiung 1912, als die Region wieder zu Serbien gehörte.

## Sehenswürdigkeiten

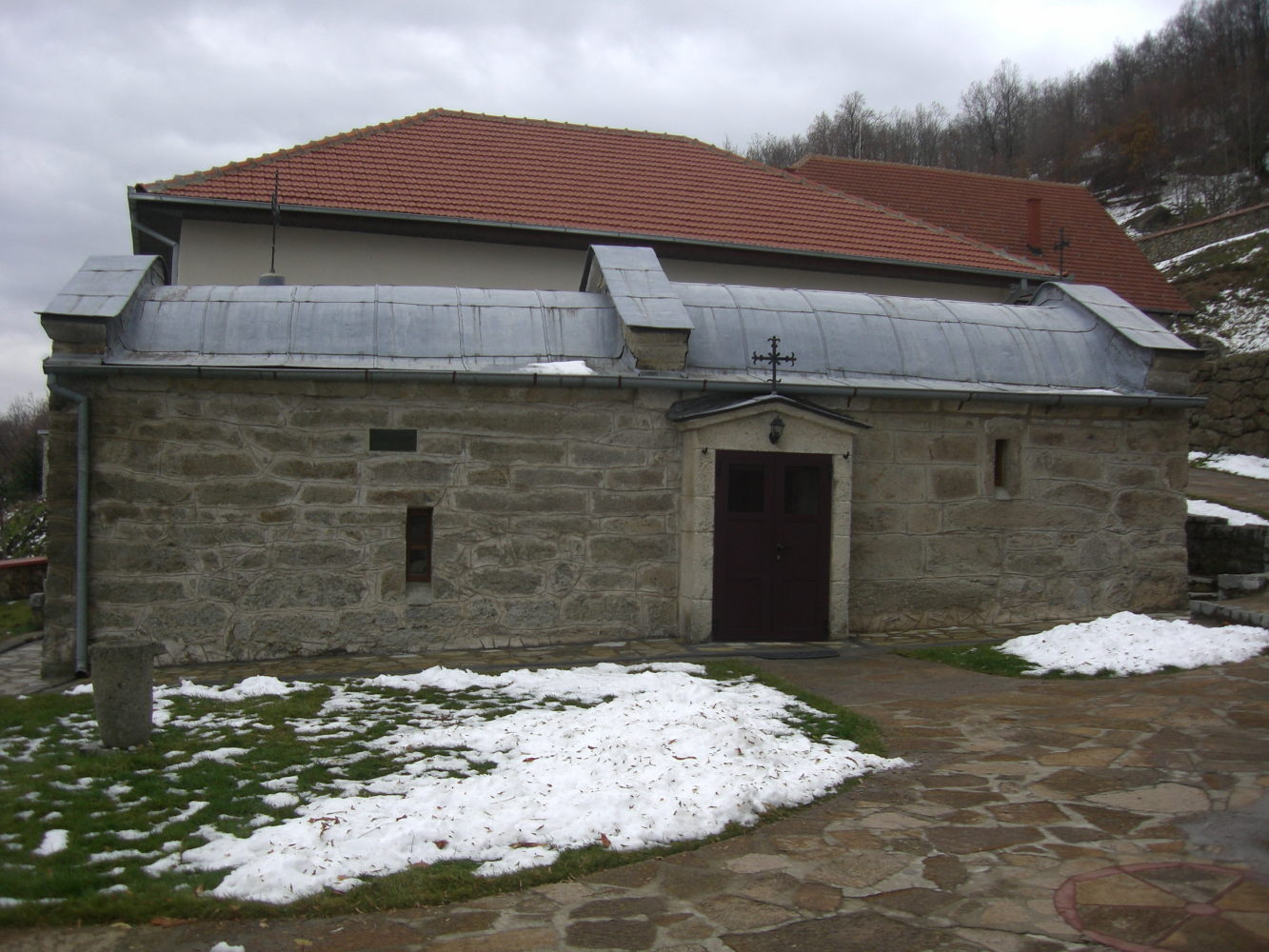
Kloster Sokolica

### Kloster Sokolica
Auf einem Hügel oberhalb des Ortes befindet sich das Kloster Sokolica, die auf Anweisung vom serbischen König Uroš II. Milutin erbaut wurde, und dessen Leichnam dort heute noch ruht. Es untersteht der serbisch-orthodoxen Diözese Eparchie Raszien-Prizren und wurde Ende des 14. errichtet. Das Kirchengebäude weist eine flache Apsis auf und besteht aus behauenen Natursteinen. Später kam eine geräumige Vorhalle hinzu. Bedeutung erhielt das Kloster vermutlich erstmals, als eine Skulptur der Jungfrau Maria mit Jesuskind aus dem Kloster Banjska dorthin gebracht wurde, um es vor den Osmanen zu schützen. Zwischen den beiden Weltkriegen wurde ein Glockenturm errichtet. 1995/96 wurde das Kloster restauriert. Trotz schwerer Beschädigungen während der türkischen Herrschaft sind alte Inschriften und Wandmalereien, Gemälde und wertvolle Bücher aus dem 17. und 18. Jahrhundert erhalten geblieben. Das Kloster Sokolica gilt als bedeutendes serbisches Kulturdenkmal.

### Haus Boletini

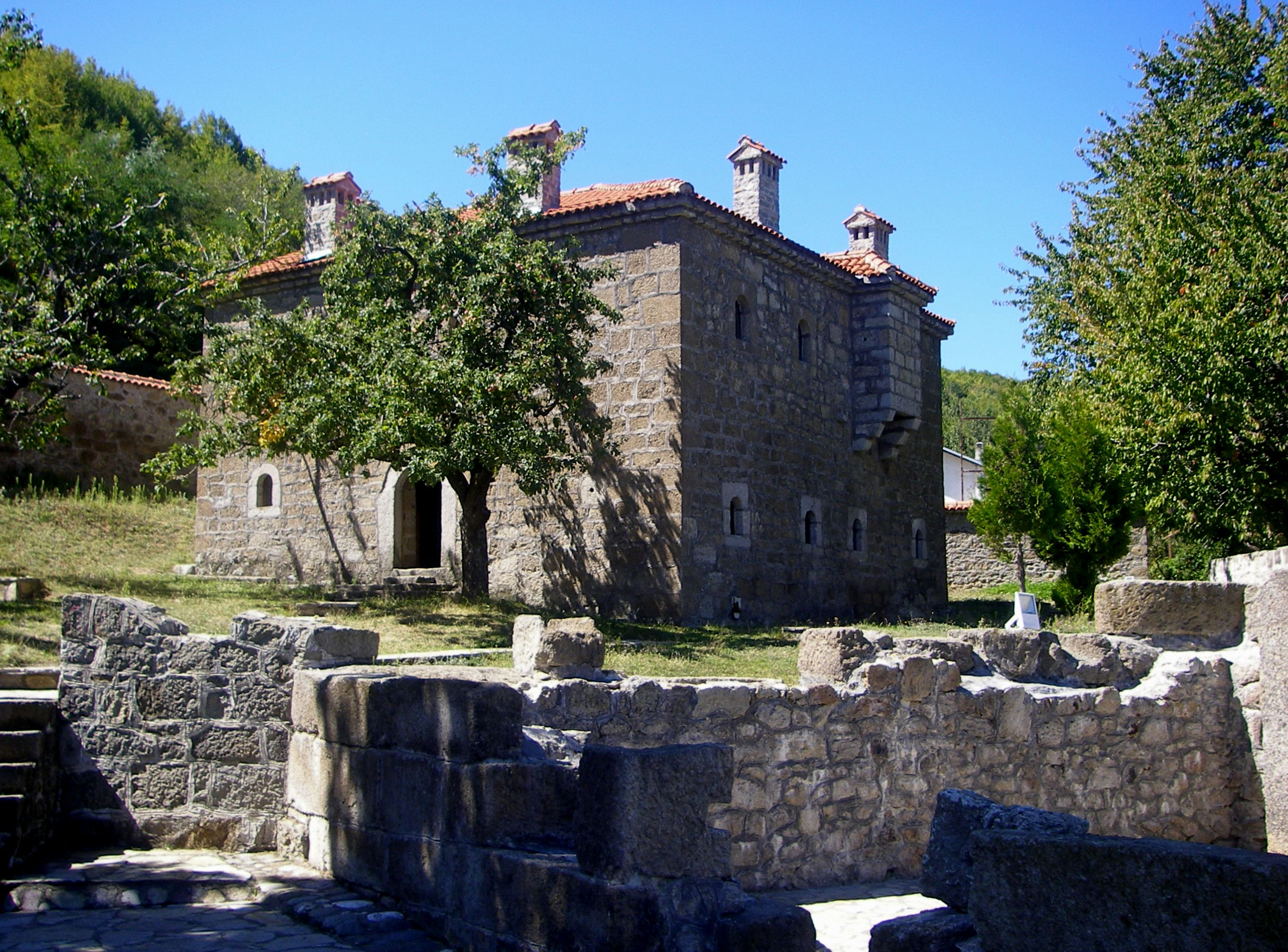
Isa Boletinis Wehrturm mit Mauer

In Boletin wurde der albanische Politiker und Rilindja-Kämpfer Isa Boletini geboren. Sein Haus wurde in den Jahren 1897 bis 1898 an strategischer Lage auf einem Hügel errichtet. Darin wurden mehrere weitreichende wichtige Entscheidungen getroffen, die letztendlich zur Ausrufung der Republik Albanien am 28. November 1912 führten. Sie fanden unter maßgeblicher Beteiligung von Isa Boletini und seiner Kämpfer statt. Im Jahr 2004 fand eine teilweise Restaurierung des Isa-Boletini-Gebäudekomplexes mit Unterstützung des kosovarischen Ministeriums für Kultur, Jugend und Sport statt. Das restaurierte Gebäude ist zu einem Museum umfunktioniert worden.